# Ilici
Nel sistema di credenze gnostiche, gli ilici, detti anche somatici (dal greco hyle, «materia», oppure σώμα, sōma, «corpo»), erano l'ordine più basso delle tre tipologie in cui veniva suddivisa l'umanità. Gli altri due ordini erano gli psichici e gli pneumatici (dal greco πνεύμα, pneuma, "spirito, respiro").
I somatici erano ritenuti completamente legati alla materia. Il mondo materiale era considerato malvagio dagli gnostici, perché creato dal demiurgo, identificato in alcuni casi con un Dio cieco e folle, ostile all'umanità, in altri con un esercito di angeli ribelli, che in ogni caso aveva escogitato una trappola per l'Ennoia spirituale, ossia l'Eone gemello di Dio secondo la descrizione di Simone Mago. Il dovere dell'uomo (spirituale) era di fuggire dal mondo materiale con l'aiuto di una conoscenza, detta gnosis, nascosta per lo più alle genti comuni, che consisteva nel prendere coscienza appunto di un siffatto destino umano.
L'attenzione del somatico era rivolta al mondo materiale, ovvero ad attività come mangiare, dormire, accoppiarsi, ricercare comodità, perciò era visto come condannato. Per contro, lo pneumatico considerava se stesso in fuga dal destino del mondo materiale attraverso la conoscenza segreta. 
Queste considerazioni, ritenute parte di tale conoscenza segreta, sono esposte ad esempio nel Vangelo di Giuda, ritenuto un testo gnostico, dove Gesù è presentato come pneumatico e gli altri discepoli, non gnostici, come psichici.